# Björneborgs Tändsticksfabrik
Björneborgs Tändsticksfabriks Ab (finska: Porin tulitikkutehdas Oy) var en tändsticksfabrik i Björneborg, Finland. Den grundades år 1851 av den svenskfödda affärsmannen Hampus Julius Oldenburg.
Björneborgs Tändsticksfabrik byggdes vid holmen Storsand i Kumo älv. Det ägdes av Hampus Julius Oldenburg till 1866 när ett aktiebolag grundades. År 1902 byggdes en ytterligare fabrik vid Lillraumo, två kilometer från staden. Samma år köptes företaget av affärsmännen F. A. Juselius och Waldemar von Frenckell och senare, 1919, av den svenske finansmannen Ivar Kreuger. Björneborgs Tändsticksfabrik var en del av industrikoncernen Swedish Match till 1987 när fabriken stängdes.
Företaget var den största tändsticksfabriken i Finland och en av de största i hela Europa. Toppåret var 1916 när Björneborgs Tändsticksfabrik tillverkade 106 miljoner askar tändstickor. Nästan alla exporterades till Ryssland och andra länder i ententen. Fabriken använde huvudsakligen barnarbete fram till 1921 när en lag om obligatorisk utbildning trädde i kraft.
I dag finns det en ABC-bensinstation med restaurang, matbutik och externa butiker i den gamla tändsticksfabriken.